# Třída Tide (1954)
Třída Tide byly tankery Royal Fleet Auxiliary, podpůrné složky britského královského námořnictva. Byly to první tankery speciálně navržené a postavené pro službu v britském královském námořnictvu. Jejich úkolem bylo zásobování válečných lodí královského námořnictva při operacích na širém moři. Třída konstrukčně vycházela z britského druhoválečného tankeru RFA Olna (A216). Celkem bylo postaveno šest jednotek této třídy. Zahraničními uživateli třídy byla Austrálie a Chile. Všechny již byly vyřazeny.

## Stavba

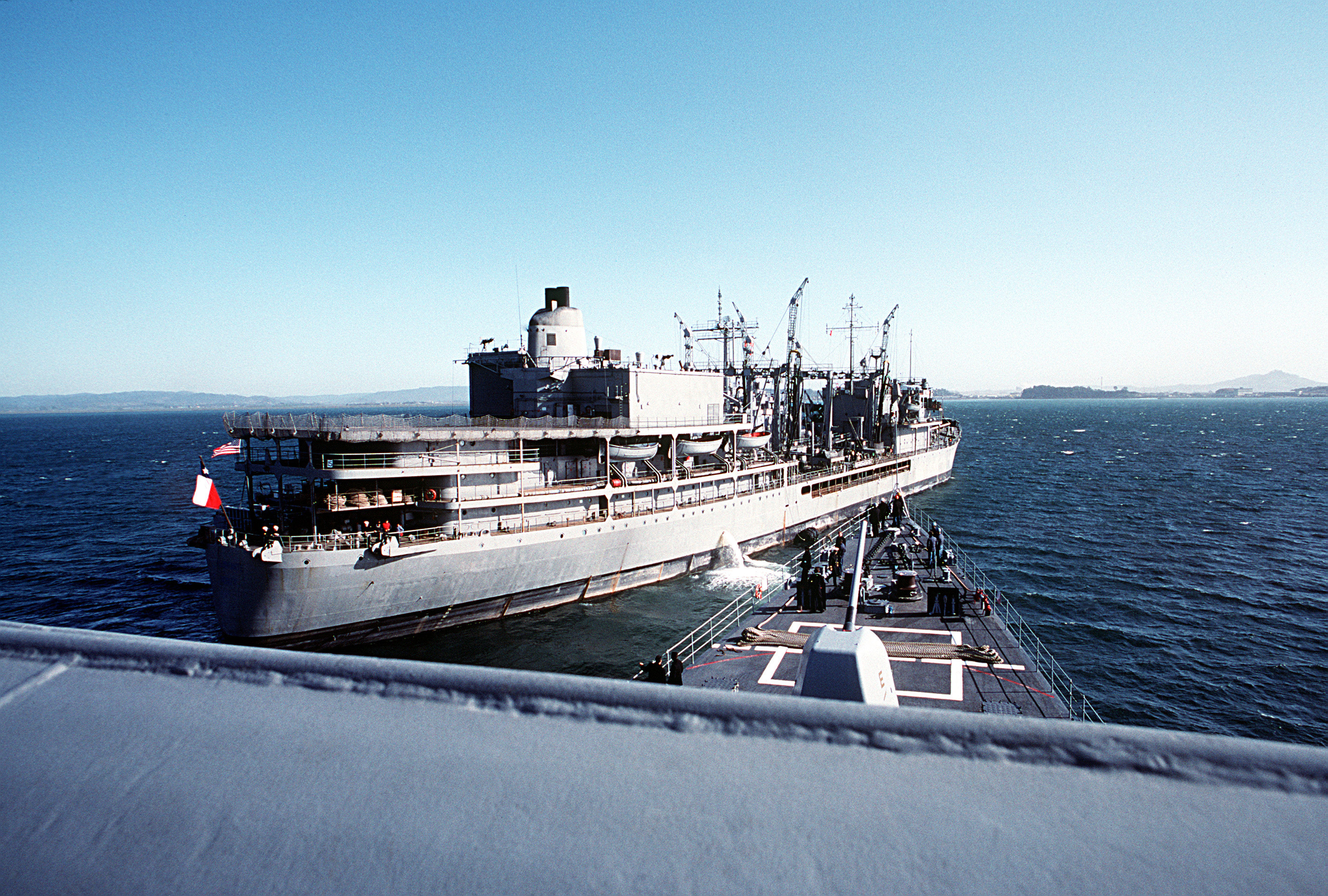
Chilský tanker Almirante Jorge Montt (52)

Celkem bylo postaveno šest tankerů této třídy. První čtyři jednotky postavily britské loděnice Harland & Wolff v Belfastu a Swan Hunter & Wigham Richardson ve Wallsendu. Roku 1953 byly založeny kýly prvních tří tankerů a stavba čtvrtého byla objednána. Tato první trojice dosloužila v průběhu 70. let 20. století a zmíněný čtvrtý kus byl předán Austrálii jako HMAS Supply.
Později byly u loděnicě Hawthorne Leslie v Hebburnu objednány ještě dva vylepšené tankery Tidespring a Tidepool, jejichž trupy byly na vodu spuštěny roku 1962. Tato plavidla pomohla nahradit vyřazované tankery třídy Wave.
Jednotky třídy Tide:
| Jméno                  | Spuštěna          | Vstup do služby | Status |
| ---------------------- | ----------------- | --------------- | --- |
| RFA Tidereach (A96)    | 2. června 1954    | 30. srpna 1955  | Vyřazen 1978, sešrotován. |
| RFA Tideflow (A97)     | 30. srpna 1954    | 25. ledna 1956  | Vyřazen 1975, sešrotován. |
| RFA Tidesurge (A98)    | 1. července 1954  | 30. srpna 1955  | Vyřazen 1976, sešrotován. |
| RFA Tide Austral (A99) | 1. září 1954      | 28. května 1955 | Tanker stavěn pro australské námořnictvo, ale kvůli nedostatku personálu byl zpočátku zapůjčen RFA jako Tide Austral. Až roku 1962 byl zařazen do australského námořnictva jako HMAS Supply (AO195). Vyřazen 1985, sešrotován. |
| RFA Tidespring (A75)   | 3. května 1962    | 18. ledna 1963  | Vyřazen 1991, sešrotován. |
| RFA Tidepool (A76)     | 11. prosince 1962 | 28. června 1963 | Zařazen Chile jako Almirante Jorge Montt (52). Vyřazen 1997, sešrotován. |

## Konstrukce

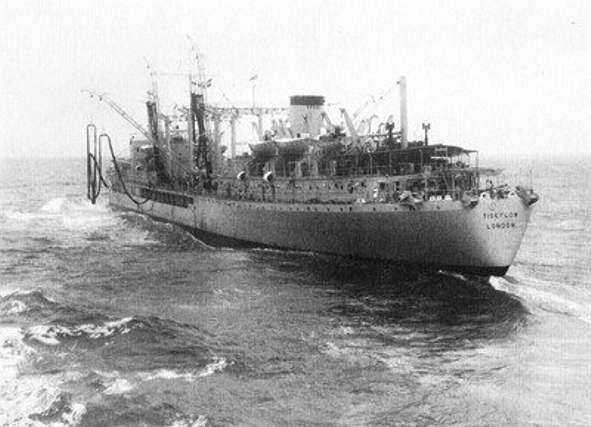
RFA Tideflow (A97)

### První skupina
Plavidla měla zesílený trup umožňující operace v severských oblastech. Nesla lodní a letecké palivo, maziva a omezené množství dalších zásob, které předávalo pět zásobovacích stanic. Tři na levoboku sloužily primárně zásobování letadlových lodí a další dvě byly na pravoboku. Obrannou výzbroj tvořilo šest 40mm kanónů Bofors. Pohonný systém tvořily tři kotle Babcock and Wilcox a dvě převodové turbíny Parmetrada o výkonu 15 000 shp, pohánějící jeden lodní šroub. Nejvyšší rychlost dosahovala 17 uzlů. Dosah byl 8500 námořních mil při 13 uzlech.

### Druhá skupina

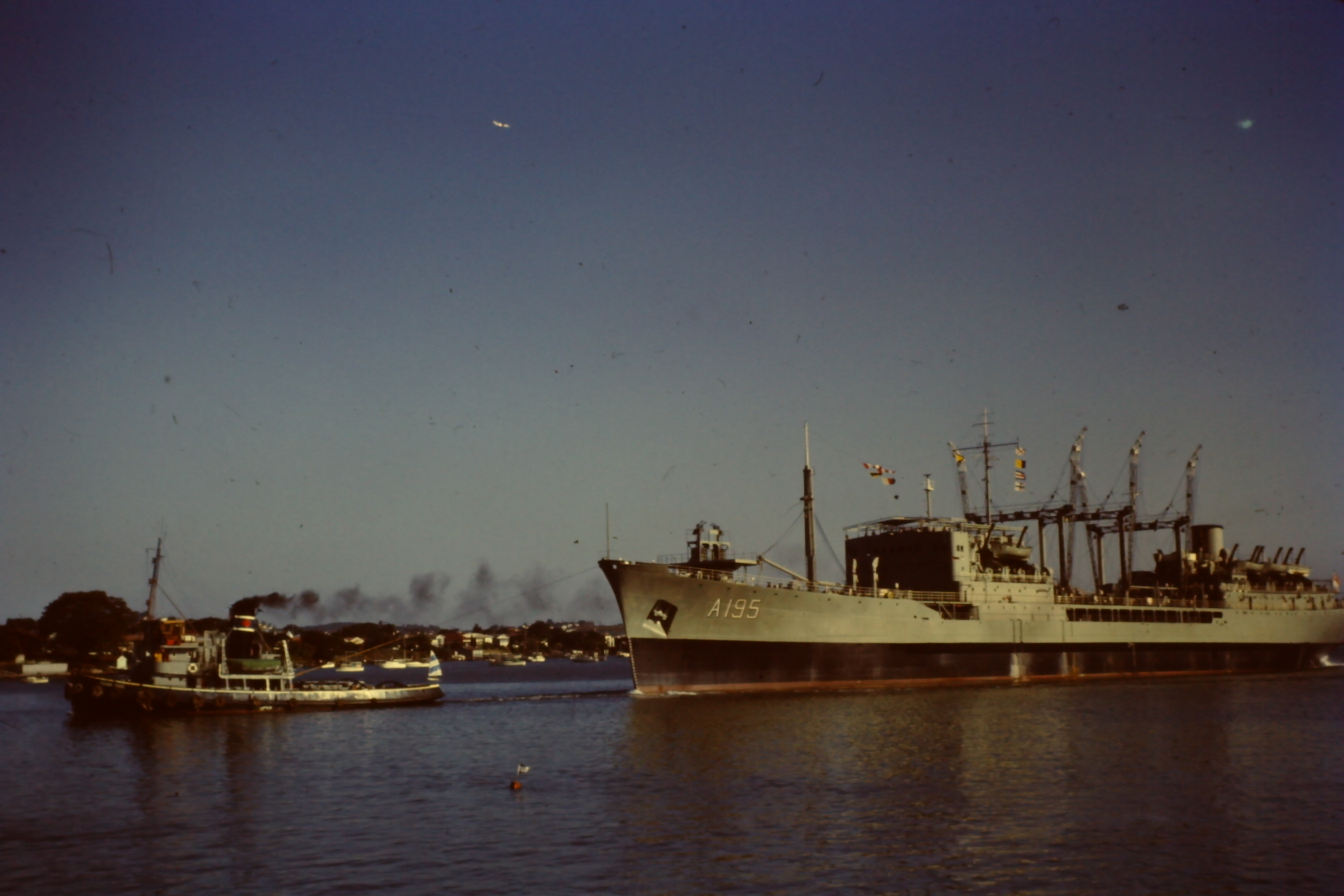
HMAS Supply (AO195)

Poslední pár se lišil větším výtlakem a instalací modernějšího zásobovacího vybavení. Byl vybaven přistávací plochou a hangárem pro dva vrtulníky Westland Wessex. Nová byla rovněž dílna a garáž pro vozidla, kam bylo v případě potřeby možné uložit třetí vrtulník. Pohonný systém byl rovněž upraven, plavidla měla pouze dva kotle Foster Wheeler.

## Operační služba
Tankery Tidespring a Tidepool byly roku 1982 nasazeny ve falklandské válce. Tidespring se podílel na znovuobsazení Jižní Georgie, kam přepravil 42 příslušníků Commandos. Plavidlo následně sloužilo k ubytování argentinských válečných zajatců.